# Újlengyel
Újlengyel là một thị trấn thuộc hạt Pest, Hungary. Thị trấn này có diện tích 26,25 km², dân số năm 2010 là 1764 người, mật độ 67 người/km².